# Francisco Fernández Yépez
Francisco Fernández Yépez (n. Valencia, estado Carabobo, Venezuela; 4 de diciembre de 1923 - f. Maracay, estado Aragua; 16 de agosto de 1986) fue un ingeniero agrónomo y entomólogo venezolano .

## Trayectoria
Realizó sus primeros estudios en el Colegio La Salle de Valencia y de Caracas y en el Liceo Fermín Toro, Caracas, donde obtuvo el título de bachiller en filosofía y letras en 1941. Realizó sus estudios universitarios en la Escuela Superior de Agricultura y Zootecnia, predecesora de la actual Facultad de Agronomía de la Universidad Central de Venezuela (UCV), de donde egresó en 1945. Fue discípulo de Charles Ballou, investigador norteamericano fundador de los estudios universitarios de entomología en el país. 
Fue profesor de Entomología General a tiempo convencional en la Escuela Superior de Agricultura y Zootecnia, (MAC), Caracas. De 1947 a 1949, comparte su tiempo entre las actividades docentes y el ejercicio profesional como Entomólogo Jefe de la Sección de Reconocimiento de Plagas y Enfermedades de la Dirección de Agricultura del Ministerio de Agricultura y Cría. En 1949 ingresa a la Universidad Central de Venezuela como profesor de la Cátedra de Entomología General y Entomología Económica y Jefe del Departamento de Entomología, de la Facultad de Agronomía.
En 1950 se recibió de doctor en Ingeniería Agronómica en la Universidad Central de Venezuela. Fue Director de la Escuela de Agronomía entre 1959 y 1961, y ejerció como Decano de la Facultad de Agronomía en dos oportindades, primero como decano interino entre 1952 y 1954, y posteriormente electo entre 1962 y 1965. Su colección personal de insectos, iniciada en 1948, fue donada a la Facultad de Agronomía de la UCV. Posteriormente, y bajo su dirección, esta colección se convertiría en la primera del país y en una de las más importantes de América Latina. Actualmente alberga cerca de 2.5 millones de ejemplares, y constituye uno de los ejes centrales del Museo del Instituto de Zoología “Francisco Fernández Yépez,” (MIZA), creado en 1989.